# Andrija Popović
Andrija Popović (serbisch-kyrillisch Андрија Поповић; * 22. September 1959 in Kotor) ist ein ehemaliger montenegrinischer Wasserballspieler und Politiker.

## Karriere
Popović begann seine internationale Karriere bei den Mittelmeerspielen 1983 in Casablanca. Dort holte er mit der jugoslawischen Wasserballnationalmannschaft die Goldmedaille. Im folgenden Jahr nahm er an den Olympischen Spielen in Los Angeles teil und sicherte sich mit dem Team den Olympiasieg. 1986 wurde er mit der Nationalmannschaft bei der Weltmeisterschaft in Madrid Weltmeister. Bei der Europameisterschaft 1987 in Straßburg erreichte das Team den zweiten Platz und gewann die Silbermedaille.
Auf Vereinsebene wurde Popović 1985 als bester Sportler Montenegros ausgezeichnet. Mit der Mannschaft des HAVK Mladost Zagreb gewann er in den Jahren 1990 und 1991 den Europapokal der Landesmeister.
Nach dem Ende seiner aktiven Karriere war er unter anderem als Vizepräsident und Generalsekretär des Montenegrinischen Olympischen Komitees tätig. Parallel zu seiner sportlichen Laufbahn engagierte sich Popović bereits früh politisch. Zunächst war er als Sportkoordinator Mitglied der Partei Liberalni savez Crne Gore. Nach deren Auflösung im Jahr 2005 trat er der Liberalna partija Crne Gore bei.
Im Jahr 2008 wurde er ins montenegrinische Parlament gewählt. Nach der Wahlniederlage seiner Partei bei der Parlamentswahl 2009, bei der sie unter der Drei-Prozent-Hürde blieb, verlor er zwar seinen Sitz, wurde jedoch zum Parteivorsitzenden gewählt, nachdem die bisherigen Parteiführer zurückgetreten waren. Bei der Parlamentswahl 2012 gewann er erneut ein Mandat. 2013 wurde er als Parteivorsitzender im Amt bestätigt.